# مونيكا فيتي
مونيكا فيتي (بالإيطالية: Monica Vitti)‏ (3 نوفمبر 1931 - 3 فبراير 2022) هي ممثلة، وكاتبة سيناريو، ومخرجة أفلام، وممثلة مسرحية، وممثلة أفلام، من إيطاليا، ولدت في روما.

## التعليم
تعلمت في أكاديمية سيلفيو داميكو الوطنية للفنون المسرحية ‏.

## جوائز
حصلت على جوائز منها:
- جائزة اللوحة الذهبية  [لغات أخرى]‏، عن عمل: ثلاث خرافات عن الحب [الإنجليزية]‏ (1963).

## وصلات خارجية
- مونيكا فيتي في قاعدة بيانات الأفلام على الإنترنت
- مونيكا فيتي على موقع IMDb (الإنجليزية)
- مونيكا فيتي على موقع ميتاكريتيك (الإنجليزية)
- مونيكا فيتي على موقع الموسوعة البريطانية (الإنجليزية)
- مونيكا فيتي على موقع روتن توميتوز (الإنجليزية)
- مونيكا فيتي على موقع مونزينجر (الألمانية)
- مونيكا فيتي على موقع ألو سيني (الفرنسية)
- مونيكا فيتي على موقع تيرنر كلاسيك موفيز (الإنجليزية)
- مونيكا فيتي على موقع أول موفي (الإنجليزية)
- مونيكا فيتي على موقع قاعدة بيانات الأفلام السويدية (السويدية)
- مونيكا فيتي على موقع إن إن دي بي (الإنجليزية)